# Тораца Пјемонте
Тораца Пјемонте (итал. Torrazza Piemonte) је насеље у Италији у округу Торино, региону Пијемонт.
Према процени из 2011. у насељу је живело 2741 становника. Насеље се налази на надморској висини од 187 м.

## Становништво
Према резултатима пописа становништва 2011. у општини је живело 2.816 становника.
| 1931. | 1936. | 1951. | 1961. | 1971. | 1981. | 1991. | 2001. | 2011. |
| ----- | ----- | ----- | ----- | ----- | ----- | ----- | ----- | ----- |
| 1.654 | 1.637 | 1.723 | 1.973 | 1.990 | 2.078 | 2.194 | 2.373 | 2.816 |